# خیسن
گایسن (به هلندی: Giessen) یک منطقهٔ مسکونی در هلند است که در وادریخم واقع شده‌است. گایسن ۱٬۵۲۵ نفر جمعیت دارد.